# Fryderyk von Wildenberg
Fryderyk von Wildenberg, także Fridericus de Wildenberch, Wyldenbergh, Wildenburg (urodz.?, zm. po 1330) – komtur królewiecki w latach 1309–1312, wielki szpitalnik w latach 1312–1316, wielki komtur w latach 1325–1330, mistrz krajowy Prus w latach 1317–1324.

## Życiorys
Fryderyk wywodził się z bogatej rodziny szlacheckiej osiadłej w Nadrenii w zamku Wildenberg nieopodal Gemünd. Miał troje rodzeństwa.
Wstąpił do zakonu krzyżackiego. Najprawdopodobniej około roku 1306 przybył do Prus. Początkowo związał się z konwentem w Królewcu, na czele którego stanął w 1309 roku. W roku 1312 objął stanowisko wielkiego szpitalnika, zastępując Zygharda von Schwarzburga. Urząd ten był połączony z funkcją komtura Elbląga. Połączone urzędy sprawował do roku 1316.
Fryderyk von Wildenberg był jednym z głównych przeciwników polityki wielkiego mistrza Karola z Trewiru. Prawdopodobnie stanął na czele opozycji, która w roku 1317 zmusiła wielkiego mistrza oraz wielkiego komtura Wernera von Orseln do opuszczenia Prus i udania się do Niemiec. Fryderyk stanął na czele prowincji pruskiej tytułując się w zależności od sytuacji bądź to tytułem wielkiego komtura, bądź mistrza krajowego. Po powrocie do Prus Wernera von Orseln i objęciu przez niego w 1319 roku urzędu wielkiego komtura, Fryderyk von Wildenberg ostatecznie przyjął tytuł mistrza krajowego. Werner von Orseln w imieniu wielkiego mistrza prowadził rozmowy pojednawcze mające na celu przywrócenie dyscypliny hierarchicznej we władzach zakonu. Do zakończenia rozłamu w zakonie przyczyniła się śmierć Karola z Trewiru oraz zlikwidowanie urzędu wielkiego mistrza przez Wernera von Orseln. Fryderyk von Wildenberg zrezygnował z piastowania funkcji mistrza krajowego i zadowolił się stanowiskiem wielkiego komtura, które sprawował do roku 1330.
Fryderyk von Wildenberg był ostatnim mistrzem krajowym Prus w historii zakonu krzyżackiego.